# Jan Starý (football)
Ne pas confondre avec Jan Starý (hockey sur glace), hockeyeur sur glace tchèque.
Jan Starý (7 septembre 1884-1959), ou Jan Starý-Jenny, est un footballeur international bohémien.

## Biographie
Jan Starý joue de 1906 à 1908 avec le SK Slavia Prague. International bohémien, il joue trois matchs entre 1906 et 1908 pour deux buts inscrits.